# Station Bruchmühlen
Station Bruchmühlen (Bahnhof Bruchmühlen) is een spoorwegstation bij de uit twee delen bestaande Duitse plaats Bruchmühlen, in de deelstaten Noordrijn-Westfalen en Nedersaksen. Het dorp Bruchmühlen zelf hoort van oorsprong bij de gemeente Rödinghausen in de deelstaat Noordrijn-Westfalen. Het station staat binnen de grenzen van  het in 1969 nieuw gebouwde dorp, dat ook Bruchmühlen heet, ten zuidwesten van de Autobahn A30, dat in de gemeente  Melle in de deelstaat Nedersaksen ligt. Het station bevindt zich op maar 100 meter voor de grens van Noordrijn-Westfalen en Nedersaksen op Meller grondgebied in de Siedlung Steinbrink. 
Het station ligt aan de spoorlijn Löhne - Rheine. Het station telt twee perronsporen. In het verleden lag een perron als een eilandperron tussen spoor 1 en 2. Door middel van onbeveiligde overwegen kon dit perron bereikt worden. In heel Duitsland kwam deze indeling met een eilandperron en een zijperron voor. Tegenwoordig worden deze eilandperrons gesloten en vervangen door een zijperron. In het station zijn de restanten van het eilandperron nog te vinden. Op het station stoppen alleen treinen van de Westfalenbahn.

## Treinverbindingen
De volgende treinserie doet station Bruchmühlen aan:
| Serie       | Treinsoort                      | Route                                                                                        | Bijzonderheden    |
| ----------- | ------------------------------- | -------------------------------------------------------------------------------------------- | ----------------- |
| 20350 RB 61 | Stoptrein/Regionalbahn (Keolis) | Hengelo – Bad Bentheim – Rheine – Osnabrück Hbf – Bruchmühlen – Bünde(Westf) – Bielefeld Hbf | Wiehengebirgsbahn |